# (5137) Frevert
(5137) Frevert es un asteroide perteneciente al cinturón de asteroides, descubierto el 8 de noviembre de 1990 por Johann Martin Baur desde el Observatorio de Chions, Chions (Pordedone), Italia.

## Designación y nombre
Designado provisionalmente como 1990 VC. Fue nombrado Frevert en honor al astrónomo alemán Friedrich Frevert, conocido por su trabajo en las observaciones astrométricas y sobre los métodos matemáticos de reducción en la astrometría fotográfica. Durante muchos años fue el jefe de la Vereinigung der Sternfreunde en Alemania. En el año 1965 estableció el Grupo Astronómico en Wetzlar y más tarde organizó un Grupo de Trabajo de Asteroides de astrónomos aficionados.

## Características orbitales
Frevert está situado a una distancia media del Sol de 2,562 ua, pudiendo alejarse hasta 2,752 ua y acercarse hasta 2,373 ua. Su excentricidad es 0,073 y la inclinación orbital 14,22 grados. Emplea 1498,70 días en completar una órbita alrededor del Sol.

## Características físicas
La magnitud absoluta de Frevert es 13. Tiene 7 km de diámetro y su albedo se estima en 0,269.